# C'est mon gigolo (film, 1931)

 C'est mon gigolo (Just a Gigolo) est un film américain réalisé par Jack Conway et sorti en 1931.
Il doit son titre original à la chanson de 1929 Just a Gigolo.

## Synopsis
Lord Robert Brummell est un célibataire impécunieux, qui se voit ordonner par son riche oncle Lord George Hampton de se caser avec une femme. Ne souhaitant pas se lier à une seule fille, Brummell s'efforce de prouver qu'aucune femme n'est digne de lui en prétendant être un gigolo. Lorsqu'il rencontre la belle et riche Roxana Hartley, Lord Robert est de plus en plus frustré lorsqu'elle résiste habilement à toutes ses techniques de séduction. Mais il réalise qu'il l'aime au moment même où Roxana découvre sa véritable identité et décide de lui rendre la monnaie de sa pièce.

## Fiche technique
- Titre original : Just a Gigolo
- Réalisation : Jack Conway
- Scénario : Fanny Hatton, Frederic Hatton d'après la pièce Dancing Partner d'Alexander Engel
- Production : Irving Thalberg
- Lieu de tournage : Metro-Goldwyn-Mayer Studios
- Photographie : Oliver T. Marsh
- Montage : Frank Sullivan
- Durée : 66 minutes (ou 71 minutes)[2]
- Date de sortie : 6 juin 1931

## Distribution
- William Haines : Lord Robert 'Bobby' Brummel
- Irene Purcell : Roxana 'Roxy' Hartley
- C. Aubrey Smith : Lord George Hampton
- Charlotte Granville : Lady Jane Hartley
- Lilian Bond : Lady Agatha Carrol
- Ray Milland : Freddie
- Yola d'Avril : Pauline